# Cornelia Frijters
Cornelia Catharina Frijters (Oud Gastel, 20 maart 1909 – Breda, 13 april 1990) was de laatste begijn van Nederland. 
Juffrouw Frijters woonde vrijwel haar hele volwassen leven op het Bredase Begijnhof. Volgens de geldende traditie voor begijnen werd ze naamloos en zonder grafsteen begraven op begraafplaats Zuylen in Breda, te midden van haar vroegere medezusters.